# コムストック法

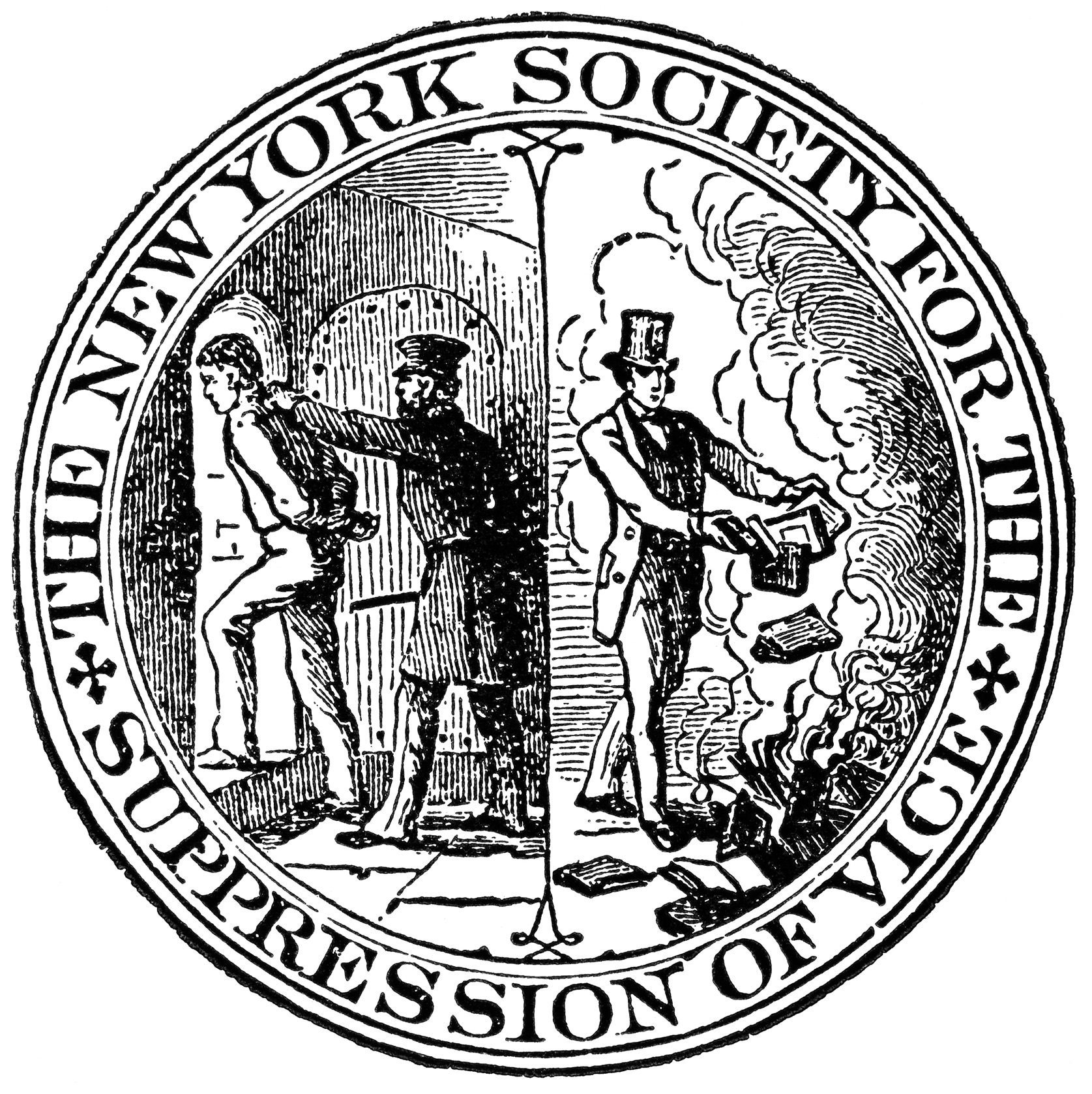
The symbol of Comstock's Society for the Suppression of Vice.

コムストック法（en:Comstock Act）とは、アメリカで1873年3月3日に成立した郵便に関する連邦法<An Act for the Suppression of Trade in, and Circulation of Obscene Literature and Articles of Immoral Use>の通称である。

## 概要
避妊や中絶に関する資料、猥褻なものに関する情報が記載された手紙、文章、書籍の郵送を禁じる法律である。この法律の成立により郵便局は郵便物の内容を検査するようになり、実質的に郵政省が検閲機関となった。
法律の設立に尽力したアンソニー・コムストックの名前に由来する。この法律の成立のためにニューヨーク悪徳弾圧協会が組織的にアンソニー・コムストックを支援していた。
1936年に憲法違反となり無効になるまでの40年以上のあいだに3,600人もの逮捕者を出した。違反者には100ドル以上2,000ドル以下の罰金または半年以上5年以下の懲役が課せられた。
この法律の対象は現代で言うポルノ雑誌だけでなく医学書や医学生が使う解剖学教科書にまで及び、特に避妊、中絶、性医学を扱うアメリカの産婦人科学会は大きな影響を受けた。ロバート・ラットウ・ディキンソンの著作は全てがコムストック法の規制対象となった。
この法律は猥褻とは何かという課題を後の時代に残すことになった。
コムストック法の時代には猥褻物かどうかにヒックリンテストが用いられていた。現在では猥褻物の判定にはミラーテスト(en:Miller test)が用いられている。

## コムストック法により投獄された人物
- マーガレット・サンガー